# Brandenburgische Schule für Blinde und Sehbehinderte

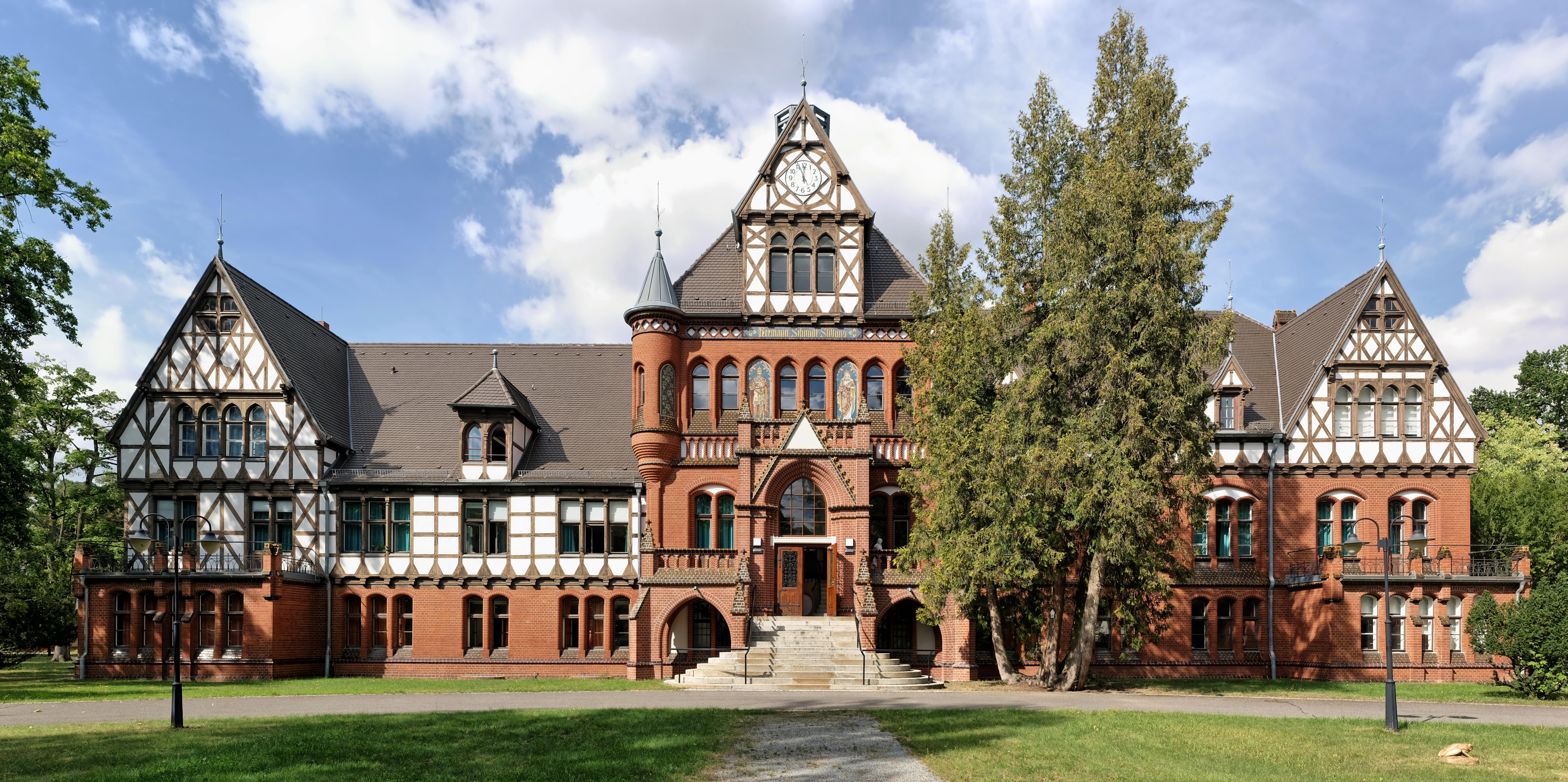
Hauptgebäude der Schule, ehemals Landesblindenheim

Großes Mercator-Panorama des Hauptgebäudes

Die Brandenburgische Schule für Blinde und Sehbehinderte ist eine Förderschule mit gymnasialer Oberstufe und Internatsunterbringung für blinde und sehbehinderte Schüler in Königs Wusterhausen. Auf dem Gelände der Schule befinden sich – mit Unterbrechungen – seit 1901 Einrichtungen für blinde Menschen. Die Hauptgebäude wurden 1899–1901 als Landesblindenheim nach Entwürfen von Ludwig Möckel im neugotischen Backsteinstil errichtet und stehen heute unter Denkmalschutz. Von 1952 bis 1989 war die Blindenschule in Königs Wusterhausen die einzige Schule in der Deutschen Demokratischen Republik, an der Blinde das Abitur erwerben konnten.

## Geschichte

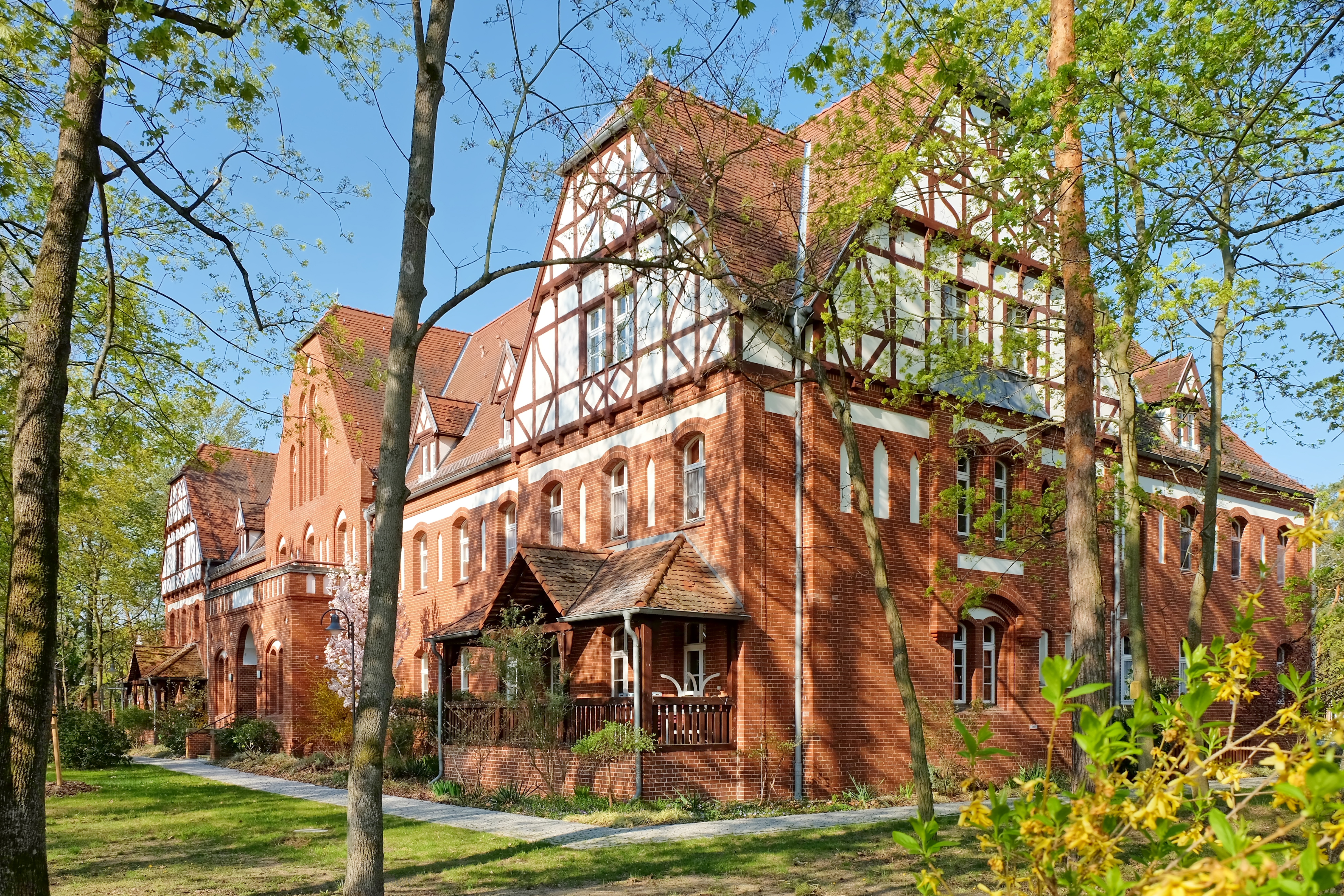
Internatsgebäude der Schule, ehemals Feierabendhaus

### Herrmann-Schmidt-Stiftung und Landesblindenheim (1889–1933)
Der Hamburger Großhandelskaufmann Hermann Wilhelm Schmidt und dessen Ehefrau Marie Caroline Anna Schmidt geb. Ursinus stifteten 1889 mit einem Vermächtnis 500.000 Mark für die Errichtung eines „Heims für deutsche Blinde“. Kaiser Wilhelm II. übernahm das Patronat über die Herrmann-Schmidt-Stiftung und stellte Land aus dem Hofkammergut Königs Wusterhausen zur Verfügung. Nach Plänen von Ludwig Möckel wurde 1899–1901 ein Gebäudekomplex mit Hauptgebäude, vier Wohnhäusern, einem Maschinenhaus und einem Werkstättenhaus errichtet. Am 1. April 1901 wurde das Heim eröffnet.
Im Heim konnten bis zu 100 erwerbsfähige Blinde aufgenommen werden, die als Bürsten- und Korbmacher, Flechter oder Seiler arbeiteten und in diesen Berufen auch ausgebildet wurden. Die Ferdinand-Warburg-Stiftung errichtete auf dem Nachbargrundstück für nicht mehr erwerbsfähige Blinde ein „Feierabendhaus“, das am 1. November 1911 eröffnet wurde. Im Gebäude des Feierabendhauses befindet sich heute das Hauptgebäude des zur Blindenschule gehörigen Internats.

### Nutzung der Gebäude durch das Reichspropagandaministerium (1933–1945)
In der Zeit des Nationalsozialismus nutzte das Reichspropagandaministerium die Gebäude des Blindenheims, da sich in der Nähe der Sender Königs Wusterhausen befand. Zum Kriegsende wurde der Gebäudekomplex als Lazarett genutzt.

### Oberschule für Blinde in der DDR (1951–1990)
Im Februar 1951 wurde in Neue Mühle bei Königs Wusterhausen eine Blindenschule gegründet, die mit Beginn des Schuljahrs 1952/53 in das ehemalige Blindenheim einzog. 1956 konnten die ersten acht blinden Schüler die Schule mit dem Abitur verlassen.
Im Jahr 1957 übernahm Hans Heinold (* 1922) den Direktorenposten an der Schule, den er bis 1968 innehatte. 1959 wurde hier die Erweiterte Oberschule für Sehgeschädigte und Polytechnische Oberschule für Blinde gegründet, die bis zum Ende der DDR der Weg zum Abitur für blinde und sehgeschädigte Kinder in der DDR war. Dabei wurden 1958 die Klassen 9–12 der Sehschwachenoberschule Berlin übernommen.

### Brandenburgische Schule für Blinde und Sehbehinderte (seit 1990)
Bei der Überführung der Schule aus den zentralistischen Strukturen des DDR-Bildungswesens nach der Wiedervereinigung übernahm der Landkreis Dahme-Spreewald die Trägerschaft für die Schule, allerdings nicht für das Internat, das vorerst vom Land Brandenburg übernommen wurde. Mitte der 1990er Jahre waren 90 % der knapp 150 Schüler der Blindenschule im Internat untergebracht. Ein knappes Drittel der Internatsschüler kam jedoch nicht aus dem Land Brandenburg, was für Probleme bei der Finanzierung des Internats sorgte. Von 2004 bis 2014 war die Gemeinnützige GmbH Sächsisches Förderzentrum Chemnitz (SFZ) Träger des Internats. Das SFZ wurde 2001 in Chemnitz aus dem Berufsbildungswerk für Blinde und Sehbehinderte Menschen heraus gegründet, und steht in der Tradition der Chemnitzer Blindenschule, mit der Königs Wusterhausen als weiterführende Schule schon in DDR-Zeiten kooperierte. Seit August 2014 ist das Internat, ebenso wie die Schule, in Trägerschaft des Landkreises Dahme-Spreewald.

## Schulsport
Seit 1992 ist der Schulsportverein Blindenschule Königs Wusterhausen (SSV Blindenschule) Landesleistungsstützpunkt. Heute gibt es im Land Brandenburg im Behindertensport vier solcher Landesstützpunkte zur Förderung des leistungssportlichen Nachwuchses.
Besonders im Goalball ist der SSV stark, gewann mehrmals die Deutsche Meisterschaft (zuletzt 2009 und 2010) und stellt Teile der deutschen Nationalmannschaft.
Mehrere Absolventen der Blindenschule haben bisher an den Paralympics teilgenommen und dort auch Medaillen erkämpft, darunter Siegmund Turteltaube (Silber 1992 beim Diskus B1 und Silber 1996 beim Diskus F10.), Gerd Franzka (2 × Silber 1996, jeweils in der 4-mal-100-Meter-Staffel T10-12 und in der 4-mal-400-Meter-Staffel T10-12.) und Rayk Haucke (Silber 1996 und Bronze 2000 beim Pentathlon P10, sowie Silber 2000 beim Speerwurf F11.).

## Bekannte Schüler
- Holm Vogel (* 1939), Organist, Kirchenmusiker und Professor an der Hochschule für Musik und Theater in Leipzig (Abitur 1958)
- Reinhard Walter (* 1940), Tonmeister, Jazz-Pianist und Komponist (Abitur 1960)
- Siegmund Turteltaube (* 1960), Behindertensportler, Leichtathlet, Silbermedaillengewinner bei den Paralympics 1992 und 1996
- Regina Vollbrecht (* 1976), Langstreckenläuferin und Goalball-Spielerin, hält seit 2005 den Weltrekord im Blinden-Marathonlauf der Frauen.
- Joana Zimmer (* 1982), Jazz- und Pop-Sängerin, zu ihrer Zeit auf der Blindenschule verfasste Heide Popig, Schul-Rektorin von 1993 bis 2009, in Zimmers Biographie einen Beitrag.[14]
- Joachim Leibiger (* 1953), Thüringer Landesbeauftragter für Menschen mit Behinderungen